# Audrey Deroin
Audrey Deroin, född 6 september 1989 i Châtenay-Malabry, Frankrike är en fransk handbollsspelare. Hon spelar som högersexa och är vänsterhänt.

## Klubblagskarriär
Deroin började spela handboll i sin hemstad med ASVCM Châtenay-Malabry Handball. Hon spelade sedan för Issy-les-Moulineaux HB mellan 2004 och 2009 och för US Mios Biganos säsongen 2009/2010. Från sommaren 2010 hade Deroin kontrakt med Toulon Saint-Cyr Var Handball, med vilken hon vann franska cupen 2011 och 2012. Sommaren 2014 flyttade hon till Union Mios Biganos-Bègles. Efter att Union Mios Biganos-Bègles blivit uteslutna i november 2015 var hon utan kontrakt. I december 2015 värvades hon av den tyska klubben Thüringer HC. I april 2016 sades hennes kontrakt  med Thüringen HC upp genom ömsesidig överenskommelse.  Thüringen vann tyska mästerskapet säsongen 2015/1616. Från juli 2016 hade hon kontrakt med den franska klubben Cercle Dijon Bourgogne. 2018 gick hon till Mérignac Handball. Mérignac steg upp till den högsta franska ligan 2021. 2023 avslutade hon elitkarriären i Merignac HB.

## Landslagskarriär
Deroin spelade först för det franska ungdoms- och juniorlandslaget. 2005 vann hon en bronsmedalj vid U17-EM. Den 14 oktober 2008 debuterade hon i det franska landslaget i en match mot Ungern. Hon vann med Frankrike  silver både vid VM 2009 och VM 2011. Hon deltog också i de olympiska spelen i London och VM 2013 i Serbien. Hon spelade 2008 till 2014 112 landskamper och gjorde 172 mål i landslaget.